# Brad Lohaus
Brad Allen Lohaus (New Ulm, 29 settembre 1964) è un ex cestista statunitense, professionista nella NBA e in Italia.

## Carriera
È stato selezionato dai Boston Celtics al secondo giro del Draft NBA 1987 (45ª scelta assoluta).

## Statistiche

### College
| Anno      | Squadra       | PG  | PT | MP   | TC%  | 3P%  | TL%  | RP  | AP  | PRP | SP  | PP   |
| --------- | ------------- | --- | -- | ---- | ---- | ---- | ---- | --- | --- | --- | --- | ---- |
| 1982-1983 | Iowa Hawkeyes | 20  | -  | 4,0  | 31,0 | 100  | 53,8 | 0,6 | 0,5 | 0,1 | 0,1 | 1,3  |
| 1983-1984 | Iowa Hawkeyes | 28  | 8  | 22,4 | 40,4 | -    | 67,3 | 5,2 | 1,0 | 0,4 | 0,4 | 6,8  |
| 1985-1986 | Iowa Hawkeyes | 32  | 6  | 12,7 | 43,1 | -    | 79,4 | 3,2 | 0,4 | 0,5 | 0,5 | 3,6  |
| 1986-1987 | Iowa Hawkeyes | 35  | 35 | 26,9 | 54,0 | 34,7 | 69,2 | 7,7 | 1,8 | 0,5 | 1,1 | 11,3 |
| Carriera  | Carriera      | 115 | 49 | 17,9 | 46,7 | 35,6 | 69,5 | 4,6 | 1,0 | 0,4 | 0,6 | 6,3  |

### NBA

#### Regular Season
| Anno      | Squadra            | PG  | PT  | MP   | TC%  | 3P%  | TL%  | RP  | AP  | PRP | SP  | PP   |
| --------- | ------------------ | --- | --- | ---- | ---- | ---- | ---- | --- | --- | --- | --- | ---- |
| 1987-1988 | Boston Celtics     | 70  | 4   | 10,3 | 49,6 | 23,1 | 80,6 | 2,0 | 0,7 | 0,3 | 0,6 | 4,2  |
| 1988-1989 | Boston Celtics     | 48  | 15  | 15,4 | 43,3 | 0,0  | 76,1 | 3,0 | 1,0 | 0,4 | 0,5 | 5,6  |
| 1988-1989 | Sacramento Kings   | 29  | 10  | 16,4 | 43,1 | 14,3 | 80,7 | 3,9 | 0,6 | 0,3 | 1,0 | 8,0  |
| 1989-1990 | Minnesota T'wolves | 28  | 24  | 21,1 | 46,5 | 6,3  | 80,8 | 3,9 | 2,2 | 0,5 | 0,8 | 7,5  |
| 1989-1990 | Milwaukee Bucks    | 52  | 17  | 26,0 | 45,8 | 38,0 | 70,1 | 5,5 | 2,0 | 0,8 | 1,3 | 10,0 |
| 1990-1991 | Milwaukee Bucks    | 81  | 3   | 15,0 | 43,1 | 27,7 | 68,5 | 2,7 | 0,9 | 0,6 | 0,9 | 5,3  |
| 1991-1992 | Milwaukee Bucks    | 70  | 8   | 15,4 | 45,0 | 39,6 | 65,9 | 3,6 | 1,1 | 0,6 | 1,0 | 5,8  |
| 1992-1993 | Milwaukee Bucks    | 80  | 24  | 22,1 | 46,1 | 37,0 | 72,3 | 3,5 | 1,6 | 0,6 | 0,9 | 9,1  |
| 1993-1994 | Milwaukee Bucks    | 67  | 2   | 14,4 | 36,3 | 34,3 | 69,0 | 2,2 | 0,9 | 0,4 | 0,8 | 4,0  |
| 1994-1995 | Miami Heat         | 61  | 1   | 12,0 | 42,0 | 40,6 | 66,7 | 1,7 | 0,7 | 0,3 | 0,4 | 4,4  |
| 1995-1996 | San Antonio Spurs  | 32  | 1   | 8,5  | 40,6 | 41,5 | 66,7 | 1,0 | 0,5 | 0,1 | 0,2 | 3,3  |
| 1995-1996 | N.Y. Knicks        | 23  | 7   | 14,1 | 40,5 | 42,1 | 100  | 1,3 | 1,2 | 0,3 | 0,4 | 3,9  |
| 1996-1997 | Toronto Raptors    | 6   | 0   | 7,5  | 26,7 | 28,6 | -    | 1,2 | 0,2 | 0,2 | 0,0 | 1,7  |
| 1997-1998 | San Antonio Spurs  | 9   | 0   | 11,3 | 33,3 | 28,6 | 33,3 | 1,3 | 0,6 | 0,1 | 0,2 | 2,1  |
| Carriera  | Carriera           | 656 | 116 | 15,8 | 44,0 | 36,1 | 73,3 | 2,8 | 1,1 | 0,5 | 0,8 | 5,9  |

## Palmarès
- McDonald's All-American Game (1982)